# Elezioni politiche in Italia del 1953 per circoscrizione (Senato della Repubblica)
Le elezioni politiche in Italia del 1953 nelle circoscrizioni del Senato della Repubblica videro i seguenti risultati.

## Risultati
Circoscrizione Piemonte;
| Liste                                   | Voti      | %     | Seggi |
| --------------------------------------- | --------- | ----- | ----- |
| Democrazia Cristiana                    | 850 914   | 39,82 | 8     |
| Partito Comunista Italiano              | 458 302   | 21,44 | 4     |
| Partito Socialista Italiano             | 291 428   | 13,64 | 2     |
| Partito Socialista Democratico Italiano | 158 396   | 7,41  | 1     |
| Partito Liberale Italiano               | 124 013   | 5,80  | 1     |
| Partito Nazionale Monarchico            | 117 408   | 5,49  | 1     |
| Movimento Sociale Italiano              | 49 042    | 2,29  | –     |
| Humana Civilitas                        | 39 912    | 1,87  | –     |
| Unità Popolare                          | 21 077    | 0,99  | –     |
| Partito dei Contadini                   | 10 410    | 0,49  | –     |
| Alleanza Democratica Nazionale          | 9 352     | 0,44  | –     |
| Contadini                               | 6 872     | 0,32  | –     |
| Totale                                  | 2 137 126 | 100   | 17    |

Circoscrizione Lombardia;
| Liste                                   | Voti      | %     | Seggi |
| --------------------------------------- | --------- | ----- | ----- |
| Democrazia Cristiana                    | 1 739 691 | 46,71 | 16    |
| Partito Comunista Italiano              | 678 804   | 18,23 | 6     |
| Partito Socialista Italiano             | 648 787   | 17,42 | 6     |
| Partito Socialista Democratico Italiano | 215 196   | 5,78  | 1     |
| Movimento Sociale Italiano              | 140 327   | 3,77  | 1     |
| Partito Nazionale Monarchico            | 124 905   | 3,35  | 1     |
| Partito Liberale Italiano               | 89 513    | 2,40  | –     |
| Unità Popolare                          | 45 424    | 1,22  | –     |
| Partito Repubblicano Italiano           | 27 178    | 0,73  | –     |
| Alleanza Democratica Nazionale          | 13 303    | 0,36  | –     |
| Indipendenti                            | 1 082     | 0,03  | –     |
| Totale                                  | 3 724 210 | 100   | 31    |

Circoscrizione Trentino-Alto Adige;
| Liste                                   | Voti    | %     | Seggi |
| --------------------------------------- | ------- | ----- | ----- |
| Democrazia Cristiana                    | 180 038 | 47,75 | 4     |
| Partito Popolare Sud Tirolese           | 107 139 | 28,41 | 2     |
| Partito Socialista Italiano             | 31 138  | 8,26  | –     |
| Partito Socialista Democratico Italiano | 24 377  | 6,47  | –     |
| Movimento Sociale Italiano              | 13 695  | 3,63  | –     |
| Partito Comunista Italiano              | 12 689  | 3,37  | –     |
| Partito Nazionale Monarchico            | 5 401   | 1,43  | –     |
| Partito Liberale Italiano               | 2 575   | 0,68  | –     |
| Totale                                  | 377 052 | 100   | 6     |

Circoscrizione Veneto;
| Liste                                   | Voti      | %     | Seggi |
| --------------------------------------- | --------- | ----- | ----- |
| Democrazia Cristiana                    | 1 082 161 | 55,02 | 12    |
| Partito Comunista Italiano              | 288 667   | 14,68 | 3     |
| Partito Socialista Italiano             | 272 781   | 13,87 | 3     |
| Partito Socialista Democratico Italiano | 108 098   | 5,50  | 1     |
| Movimento Sociale Italiano              | 74 098    | 3,77  | –     |
| Partito Nazionale Monarchico            | 49 838    | 2,53  | –     |
| Partito Liberale Italiano               | 47 477    | 2,41  | –     |
| Unità Popolare                          | 19 972    | 1,02  | –     |
| Partito Repubblicano Italiano           | 14 557    | 0,74  | –     |
| Alleanza Democratica Nazionale          | 9 153     | 0,47  | –     |
| Totale                                  | 1 966 802 | 100   | 19    |

Circoscrizione Friuli-Venezia Giulia;
| Liste                                   | Voti    | %     | Seggi |
| --------------------------------------- | ------- | ----- | ----- |
| Democrazia Cristiana                    | 250 481 | 52,25 | 4     |
| Partito Comunista Italiano              | 69 783  | 14,56 | 1     |
| Partito Socialista Italiano             | 58 877  | 12,28 | 1     |
| Partito Socialista Democratico Italiano | 36 103  | 7,53  | –     |
| Movimento Sociale Italiano              | 30 108  | 6,28  | –     |
| Partito Nazionale Monarchico            | 15 843  | 3,31  | –     |
| Unità Popolare                          | 12 281  | 2,56  | –     |
| Partito Liberale Italiano               | 5 875   | 1,23  | –     |
| Totale                                  | 479 351 | 100   | 6     |

Circoscrizione Liguria;
| Liste                                   | Voti    | %     | Seggi |
| --------------------------------------- | ------- | ----- | ----- |
| Democrazia Cristiana                    | 378 932 | 39,88 | 4     |
| Partito Comunista Italiano              | 250 342 | 26,34 | 3     |
| Partito Socialista Italiano             | 148 584 | 15,64 | 1     |
| Partito Socialista Democratico Italiano | 64 600  | 6,80  | –     |
| Movimento Sociale Italiano              | 35 659  | 3,75  | –     |
| PLI - PRI                               | 31 143  | 3,28  | –     |
| Partito Nazionale Monarchico            | 29 666  | 3,12  | –     |
| Alleanza Democratica Nazionale          | 5 892   | 0,62  | –     |
| Unità Popolare                          | 5 444   | 0,57  | –     |
| Totale                                  | 950 262 | 100   | 8     |

Circoscrizione Emilia-Romagna;
| Liste                                   | Voti      | %     | Seggi |
| --------------------------------------- | --------- | ----- | ----- |
| Partito Comunista Italiano              | 673 482   | 32,87 | 7     |
| Democrazia Cristiana                    | 516 566   | 25,21 | 6     |
| Partito Socialista Italiano             | 324 834   | 15,85 | 3     |
| DC - PRI                                | 186 334   | 9,09  | 3     |
| Partito Socialista Democratico Italiano | 143 092   | 6,98  | 1     |
| Movimento Sociale Italiano              | 58 571    | 2,86  | –     |
| Tre Spighe di Grano e Stella a 5 Punte  | 52 321    | 2,55  | 1     |
| Partito Liberale Italiano               | 31 611    | 1,54  | –     |
| Unità Popolare                          | 27 946    | 1,36  | –     |
| Partito Nazionale Monarchico            | 19 373    | 0,95  | –     |
| Alleanza Democratica Nazionale          | 14 275    | 0,70  | –     |
| Indipendenti                            | 488       | 0,02  | –     |
| Totale                                  | 2 048 893 | 100   | 21    |

Circoscrizione Toscana;
| Liste                                   | Voti      | %     | Seggi |
| --------------------------------------- | --------- | ----- | ----- |
| Democrazia Cristiana                    | 650 859   | 35,06 | 6     |
| Partito Comunista Italiano              | 646 348   | 34,81 | 6     |
| Partito Socialista Italiano             | 283 563   | 15,27 | 3     |
| Movimento Sociale Italiano              | 81 921    | 4,41  | –     |
| Partito Socialista Democratico Italiano | 64 984    | 3,50  | –     |
| Partito Repubblicano Italiano           | 59 754    | 3,22  | –     |
| Partito Liberale Italiano               | 26 508    | 1,43  | –     |
| Partito Nazionale Monarchico            | 22 164    | 1,19  | –     |
| Unità Popolare                          | 18 258    | 0,98  | –     |
| Alleanza Democratica Nazionale          | 2 171     | 0,12  | –     |
| Totale                                  | 1 856 530 | 100   | 15    |

Circoscrizione Umbria;
| Liste                          | Voti    | %     | Seggi |
| ------------------------------ | ------- | ----- | ----- |
| Democrazia Cristiana           | 139 795 | 32,47 | 2     |
| Partito Comunista Italiano     | 122 672 | 28,49 | 2     |
| Partito Socialista Italiano    | 104 060 | 24,17 | 2     |
| Movimento Sociale Italiano     | 32 000  | 7,43  | –     |
| PSDI - PRI                     | 13 466  | 3,13  | –     |
| Partito Nazionale Monarchico   | 10 910  | 2,53  | –     |
| Partito Liberale Italiano      | 3 489   | 0,81  | –     |
| Unità Popolare                 | 2 680   | 0,62  | –     |
| Alleanza Democratica Nazionale | 1 527   | 0,35  | –     |
| Totale                         | 430 599 | 100   | 6     |

Circoscrizione Marche;
| Liste                                   | Voti    | %     | Seggi |
| --------------------------------------- | ------- | ----- | ----- |
| Democrazia Cristiana                    | 319 038 | 44,24 | 4     |
| Partito Comunista Italiano              | 180 022 | 24,96 | 2     |
| Partito Socialista Italiano             | 105 703 | 14,66 | 1     |
| Partito Repubblicano Italiano           | 45 533  | 6,31  | –     |
| Movimento Sociale Italiano              | 34 703  | 4,81  | –     |
| Partito Socialista Democratico Italiano | 13 305  | 1,85  | –     |
| Unità Popolare                          | 9 068   | 1,26  | –     |
| Partito Nazionale Monarchico            | 5 892   | 0,82  | –     |
| Partito Liberale Italiano               | 4 025   | 0,56  | –     |
| Alleanza Democratica Nazionale          | 3 814   | 0,53  | –     |
| Totale                                  | 721 103 | 100   | 7     |

Circoscrizione Lazio;
| Liste                                   | Voti      | %     | Seggi |
| --------------------------------------- | --------- | ----- | ----- |
| Democrazia Cristiana                    | 642 361   | 37,67 | 8     |
| Partito Comunista Italiano              | 356 111   | 20,88 | 4     |
| Movimento Sociale Italiano              | 197 544   | 11,58 | 2     |
| Partito Nazionale Monarchico            | 145 790   | 8,55  | 1     |
| Partito Socialista Italiano             | 142 018   | 8,33  | 1     |
| Partito Socialista Democratico Italiano | 58 715    | 3,44  | –     |
| Partito Liberale Italiano               | 54 452    | 3,19  | –     |
| Partito Repubblicano Italiano           | 49 274    | 2,89  | –     |
| Campidoglio                             | 35 857    | 2,10  | –     |
| Alleanza Democratica Nazionale          | 7 966     | 0,47  | –     |
| Garibaldi - Pace Libertà Lavoro         | 7 946     | 0,47  | –     |
| Unità Popolare                          | 6 993     | 0,41  | –     |
| A Tutti una Casa                        | 306       | 0,02  | –     |
| Totale                                  | 1 705 333 | 100   | 16    |

Circoscrizione Abruzzi e Molise;
| Liste                                   | Voti    | %     | Seggi |
| --------------------------------------- | ------- | ----- | ----- |
| Democrazia Cristiana                    | 334 985 | 43,42 | 5     |
| Tre Stelle - Pace Libertà Lavoro        | 75 813  | 9,83  | 2     |
| Movimento Sociale Italiano              | 66 374  | 8,60  | –     |
| Partito Nazionale Monarchico            | 53 907  | 6,99  | –     |
| Partito Liberale Italiano               | 49 350  | 6,40  | –     |
| Corona Reale Nodo Sabaudo               | 32 694  | 4,24  | 1     |
| Gallo                                   | 31 868  | 4,13  | –     |
| Tre Spighe - Pace Libertà Lavoro        | 26 709  | 3,46  | –     |
| Campanile                               | 22 279  | 2,89  | –     |
| Partito Socialista Democratico Italiano | 21 406  | 2,77  | –     |
| Tre Spighe - Pace Libertà Costituzione  | 20 885  | 2,71  | –     |
| Antenna con Due Spighe                  | 20 635  | 2,67  | –     |
| Partito Repubblicano Italiano           | 8 528   | 1,11  | –     |
| Unità Popolare                          | 3 402   | 0,44  | –     |
| UNSIPO                                  | 1 826   | 0,24  | –     |
| Spighe con croce e scritta Molise       | 791     | 0,10  | –     |
| Totale                                  | 771 452 | 100   | 8     |

Circoscrizione Campania;
| Liste                                   | Voti      | %     | Seggi |
| --------------------------------------- | --------- | ----- | ----- |
| Democrazia Cristiana                    | 681 460   | 35,37 | 9     |
| Partito Nazionale Monarchico            | 428 795   | 22,25 | 5     |
| Partito Comunista Italiano              | 294 803   | 15,30 | 3     |
| Movimento Sociale Italiano              | 139 423   | 7,24  | 1     |
| Partito Socialista Italiano             | 108 398   | 5,63  | 1     |
| Partito Liberale Italiano               | 87 570    | 4,54  | 1     |
| Alleanza Democratica Nazionale          | 67 469    | 3,50  | 1     |
| Partito Socialista Democratico Italiano | 50 345    | 2,61  | –     |
| Gallo                                   | 32 196    | 1,67  | –     |
| Patria e Famiglia                       | 7 986     | 0,41  | –     |
| Vanga e Zappa Incrociate                | 5 612     | 0,29  | –     |
| Partito Repubblicano Italiano           | 5 042     | 0,26  | –     |
| Veritas                                 | 4 571     | 0,24  | –     |
| Tre Colli in Croce e Sole Raggiante     | 3 723     | 0,19  | –     |
| Indipendenti                            | 3 264     | 0,17  | –     |
| Socialismo Indipendente                 | 2 447     | 0,13  | –     |
| Due Spighe di Grano                     | 2 283     | 0,12  | –     |
| Indipendenti                            | 1 138     | 0,06  | –     |
| Pannocchia di Granoturco                | 396       | 0,02  | –     |
| Totale                                  | 1 926 921 | 100   | 21    |

Circoscrizione Puglia;
| Liste                                   | Voti      | %     | Seggi |
| --------------------------------------- | --------- | ----- | ----- |
| Democrazia Cristiana                    | 546 696   | 37,74 | 7     |
| Partito Comunista Italiano              | 332 195   | 22,93 | 4     |
| Partito Nazionale Monarchico            | 222 296   | 15,34 | 2     |
| Partito Socialista Italiano             | 137 204   | 9,47  | 1     |
| Movimento Sociale Italiano              | 122 220   | 8,44  | 1     |
| Partito Liberale Italiano               | 32 537    | 2,25  | –     |
| Humanitas                               | 15 017    | 1,04  | –     |
| La Bilancia                             | 9 829     | 0,68  | –     |
| Partito Socialista Democratico Italiano | 6 439     | 0,44  | –     |
| PSDI - PRI                              | 5 737     | 0,40  | –     |
| Partito Repubblicano Italiano           | 5 584     | 0,39  | –     |
| Il Mezzogiorno                          | 4 290     | 0,30  | –     |
| Alleanza Democratica Nazionale          | 4 270     | 0,29  | –     |
| Lista Monarchica                        | 3 870     | 0,27  | –     |
| Cattolici Indipendenti                  | 541       | 0,04  | –     |
| Totale                                  | 1 448 725 | 100   | 15    |

Circoscrizione Basilicata;
| Liste                                 | Voti    | %     | Seggi |
| ------------------------------------- | ------- | ----- | ----- |
| Democrazia Cristiana                  | 96 587  | 35,64 | 3     |
| Partito Comunista Italiano            | 43 856  | 16,18 | 2     |
| Partito Nazionale Monarchico          | 31 818  | 11,74 | 1     |
| Movimento Sociale Italiano            | 22 174  | 8,18  | –     |
| Partito Socialista Italiano           | 21 284  | 7,85  | –     |
| Aratro e Berretto                     | 14 831  | 5,47  | –     |
| Democrazia Cristiana - PSDI           | 14 626  | 5,40  | –     |
| Partito Liberale Italiano             | 14 009  | 5,17  | –     |
| Aratro                                | 7 542   | 2,78  | –     |
| Movimento Sociale Italiano - DN - Ind | 3 357   | 1,24  | –     |
| Socialismo Indipendente               | 780     | 0,29  | –     |
| Fronte Nazionale Corporativo          | 138     | 0,05  | –     |
| Totale                                | 271 002 | 100   | 6     |

Circoscrizione Calabria;
| Liste                                   | Voti    | %     | Seggi |
| --------------------------------------- | ------- | ----- | ----- |
| Democrazia Cristiana                    | 331 645 | 40,33 | 5     |
| Partito Comunista Italiano              | 176 989 | 21,52 | 2     |
| Partito Socialista Italiano             | 89 453  | 10,88 | 1     |
| Partito Nazionale Monarchico            | 82 737  | 10,06 | 1     |
| Movimento Sociale Italiano              | 80 518  | 9,79  | 1     |
| Partito Liberale Italiano               | 27 946  | 3,40  | –     |
| PSDI - PRI                              | 11 654  | 1,42  | –     |
| Partito Socialista Democratico Italiano | 10 292  | 1,25  | –     |
| Alleanza Democratica Nazionale          | 9 836   | 1,20  | –     |
| Centro Politico Italiano                | 1 233   | 0,15  | –     |
| Totale                                  | 822 303 | 100   | 10    |

Circoscrizione Sicilia;
| Liste                                   | Voti      | %     | Seggi |
| --------------------------------------- | --------- | ----- | ----- |
| Democrazia Cristiana                    | 710 022   | 34,76 | 8     |
| Partito Comunista Italiano              | 325 012   | 15,91 | 4     |
| Partito Nazionale Monarchico            | 271 749   | 13,30 | 3     |
| Movimento Sociale Italiano              | 249 815   | 12,23 | 3     |
| Partito Socialista Italiano             | 123 493   | 6,05  | –     |
| Partito Liberale Italiano               | 107 959   | 5,29  | 1     |
| Testa di Garibaldi                      | 85 043    | 4,16  | 2     |
| Partito Socialista Democratico Italiano | 51 299    | 2,51  | –     |
| Partito Repubblicano Italiano           | 46 263    | 2,26  | –     |
| Chiave                                  | 28 426    | 1,39  | 1     |
| Sicilia con Faro                        | 21 584    | 1,06  | –     |
| Alleanza Democratica Nazionale          | 16 817    | 0,82  | –     |
| Socialismo Indipendente                 | 5 171     | 0,25  | –     |
| Totale                                  | 2 042 653 | 100   | 22    |

Circoscrizione Sardegna;
| Liste                                   | Voti    | %     | Seggi |
| --------------------------------------- | ------- | ----- | ----- |
| Democrazia Cristiana                    | 249 198 | 43,74 | 4     |
| Sardegna con Due Spighe                 | 159 562 | 28,01 | 2     |
| Partito Nazionale Monarchico            | 60 044  | 10,54 | –     |
| Movimento Sociale Italiano              | 48 872  | 8,58  | –     |
| Partito Sardo d'Azione                  | 34 484  | 6,05  | –     |
| Partito Socialista Democratico Italiano | 17 533  | 3,08  | –     |
| Totale                                  | 569 693 | 100   | 6     |

Circoscrizione Valle d'Aosta.
| Liste                                   | Voti   | %     | Seggi |
| --------------------------------------- | ------ | ----- | ----- |
| Democrazia Cristiana                    | 25 481 | 55,07 | 1     |
| Autonomia Aosta - Pace                  | 16 873 | 36,47 | –     |
| Movimento Sociale Italiano              | 2 121  | 4,58  | –     |
| Partito Socialista Democratico Italiano | 1 792  | 3,87  | –     |
| Totale                                  | 46 267 | 100   | 1     |